# Hypogeoppia exempta
Hypogeoppia exempta är en kvalsterart som först beskrevs av Mihelcic 1958.  Hypogeoppia exempta ingår i släktet Hypogeoppia och familjen Oppiidae. Inga underarter finns listade i Catalogue of Life.